# Quentin Iglehart-Summers
Quentin Jarrod Iglehart-Summers (* 15. Juni 1987 in San Antonio, Texas) ist ein ehemaliger US-amerikanischer Leichtathlet, der sich auf den Sprint spezialisiert hat. Seinen größten Erfolg feierte er mit dem Gewinn der Goldmedaille in der 4-mal-400-Meter-Staffel bei den Hallenweltmeisterschaften 2012 in Istanbul.

## Sportliche Laufbahn
Quentin Iglehart-Summers wuchs in Texas auf und absolvierte ein Studium an der Baylor University. Erste internationale Erfahrungen sammelte er im Jahr 2006, als er bei den Juniorenweltmeisterschaften in Peking mit 47,04 s im Halbfinale im 400-Meter-Lauf ausschied und mit der US-amerikanischen 4-mal-400-Meter-Staffel in 3:03,76 min die Goldmedaille gewann. 2007 und 2008 wurde er NCAA-Collegemeister in der 4-mal-400-Meter-Staffel im Freien sowie 2007 und 2009 in der Halle. 2008 belegte er bei den U23-NACAC-Meisterschaften in Toluca in 3:18,56 min den fünften Platz im Staffelbewerb und 2012 kam er bei den Hallenweltmeisterschaften in Istanbul im Vorlauf der 4-mal-400-Meter-Staffel zum Einsatz und trug damit zum Gewinn der Goldmedaille durch die US-Mannschaft bei. 2014 beendete er dann seine aktive sportliche Karriere im Alter von 27 Jahren.

## Persönliche Bestzeiten
- 400 Meter: 45,46 s, 18. Mai 2008 in Boulder
  - 400 Meter (Halle): 46,07 s, 10. März 2007 in Fayetteville